# Церковь Святых Апостолов Петра и Павла (Санта-Роза)
Церковь святых апостолов Петра и Павла — церковь Аргентинской и Южноамериканской епархии Русской православной церкви, расположенная в городе Санта-Роза, штат Риу-Гранди-ду-Сул, Бразилия, в 40 км от границы с Аргентиной.

## История
В 1960-е многие из потомков русских эмигрантов начали покидать маленький городок Кампина, где существовал русский православный приход, и перебираться в отстоящий от него в пятидесяти километрах более крупный город Санта-Розу. Здесь новообразованной православной общиной было решено построить православный храм. Храм во имя Первоверховных Апостолов Петра и Павла был построен в 1970 году в центре города выходцами из России под руководством его настоятеля протоиерея Петра Завадовского.
После смерти протоиерея Петра Завадовского в 1976 году у храма долгое время не было постоянного священника. В 1985 году некоторое время здесь служил священник Жорже Санчес.
В 1987 году приход перешёл из РПЦЗ в Аргентинскую епархию Московского Патриархата.
В декабре 1993 года решением Священного Синода назначен настоятелем Петропавловского храма города Санта-Роза был назначен протоиерей Анатолий Топала.
16 февраля 2006 года храм поселил председатель Отдела внешних церковных связей митрополит Смоленский и Калининградский Кирилл (Гундяев) в сопровождении митрополита Аргентинского и Южноамериканского Платона (Удовенко).
25 декабря 2009 года решением Священного Синода священник Дионисий Казанцев был направлен в распоряжение митрополита Аргентинского и Южноамериканского Платона для назначения на пастырское служение в Бразилию настоятелем Петропавловского храма в г. Санта-Роса с поручением окормления прихода св. Иоанна Богослова в городе Кампина-дас-Миссоес, Бразилия. Он прибыл на место служения в 2010 году.
9 октября 2010 года в Петропавловском храме города Санта-Роза прошли мероприятия, посвященные 40-летию образования здесь прихода Русской Православной Церкви. Божественную литургию в храме возглавил митрополит Аргентинский и Южноамериканский Платон (Удовенко) в сослужении всех клириков Русской Православной Церкви, несущих послушание в этой стране. На богослужении присутствовали глава города Санта-Роза Орландо Десконси, многочисленные паломники и прихожане православных храмов, расположенных в разных штатах Бразилии и Аргентины.
По окончании Литургии состоялась церемония торжественного открытия школы с преподаванием русского языка и основ православной культуры, организованное попечениями настоятеля храма священника Дионисия Казанцева. Школа ориентирована как на потомков русских иммигрантов, так и на коренных бразильцев.
В конце 2011 года на внеочередной сессии городского совета депутатов города Санта-Роса впервые в истории было принято решение о присвоении звания «Почётного гражданина города» иерею Дионисию Казанцеву.
На 2013 год из населения 80-тысячной Санта-Розы храм постоянно посещало 35-40 человек. Иерей Дионий Казанцев констатировал: «Постепенно наш приход становится известен. И у нас на приходе гостями бывают религиозные лидеры, культурная „элита“, руководство города. Главное в наших трудах — быть открытыми для всех. В каком-то смысле прихожане русских православных храмов в этой стране выступают посредниками в отношениях между жителями Бразилии и России».
10 октября 2014 года на приход прибыл новый настоятель иерей Виктор Иваник. 11 октября после литургии епископ Леонид (Горбачёв) представил прихожанам нового настоятеля указанного храма..
11 января 2015 года, после Литургии, в храме святых первоверховных апостолов Петра и Павла города Санта Роза (Бразилия) состоялось церковное собрание. На встрече обсуждался вопрос начатой ранее реставрации приходского дома. Также были оговорены будущие планы по благоустройству приходской территории, где на первом месте, в данный момент, стоит работа по замене забора.
31 марта 2015 года в храме состоялась первая спевка хора, состоящего из прихожан храма. Спевку провела матушка Анастасия, супруга настоятеля. Были разучены песнопения Святой Пасхи и Божественной Литургии, как на португальском, так и на церковнославянском языке.
26 апреля 2015 года на общем приходском собрании был принят новый Статут. В измененном Статуте была принята и закреплена передача в собственность Аргентинской и Южноамериканской епархии Московского Патриархата следующей недвижимости: храмовое здание, приходской дом и земельный участок. Общим голосованием были избраны члены церковной директории управления прихода, где Президентом может быть только настоятель общины, поставленный Управляющим архиереем Аргентинской и Южноамериканской епархии.
29 мая 2015 года в Управлении регистраций документов Федеративной Республики Бразилии «Republica Federativa do Brasil, Cartorio de notas» Санта Роза был официально зарегистрирован новый Статут храма святых апостолов Петра и Павла.
В храме был проведён капитальный ремонт, который включал в себя полную реставрацию полов с цоклеванием, сооружение нового престола, жертвенника и одежд, сделанных совместными силами старосты храма Александра Мазурика и настоятеля. Были покрашены стены, окна, реставрирован иконостас, сооружены лестницы для колокольни храма, установлены окна в колокольню с гравировкой православного креста.
5 сентября 2016 года митрополит Игнатий совершил полное освящение храма после полной внутренней реставрации и следом Божественную Литургию, а затем освящение колоколов.
Митрополит Игентий в октябре 2016 года описал приход так:

Городской храм в центре, имеет свой участок с большим салоном, небольшим садиком с кактусом, бананово-апельсиновыми деревьями, чурраскерией и домом священника. Там живет и совершает свое служение о. Виктор Иваник со своей скромной, трудолюбивой матушкой и маленьким сыном Владимиром; его назвали так в честь Великого князя, в год памяти которого родился. Прихожан немного, в основном, люди пожилые; лишь в последнее время, приход пополнился несколькими молодыми, крепкими мужчинами. Почти все считают себя русскими, но по-русски не говорит никто: либо родились здесь, либо были привезены в детстве. Богослужение о. Виктор совершает полностью на португальском, которым овладел за два месяца.